# Jaçanã (distrito de São Paulo)
Jaçanã é um distrito situado na zona norte do município de São Paulo, pertencente à Subprefeitura de Jaçanã/Tremembé. 
O distrito é em grande parte residencial e é circundado pela Serra da Cantareira e pela cidade de Guarulhos. Ficou célebre na canção Trem das onze de Adoniran Barbosa. Seus versos dizem: Não posso ficar nem mais um minuto com você / Sinto muito, amor, mas não pode ser. / Moro em Jaçanã... se eu perder esse trem, que sai agora às onze horas / Só amanhã de manhã (...). Os versos fazem referência ao Tramway da Cantareira, cujo Ramal de Guarulhos que ia do Carandiru até Cumbica operou até 1965 com uma estação no distrito.
Bairros do distrito Jaçanã: Vila Milagrosa; Vila Germinal; Jaçanã; Vila Constança; Jardim Modelo; Jardim Aliança; Vila Carolina; Vila Ester; Vila Laura; Vila Isabel; Jardim Cabuçu; Parque Edu Chaves; Jardim Guapira; Vila Nilo; Chácara São João; Vila Nova Galvão.

## Etimologia
Em 1870, o bairro era conhecido como Uroguapira, pois acreditava-se que houvesse ouro no local. Posteriormente, seu nome foi abreviado para Sítio Guapira, nome dado pelos indígenas para a região da Cantareira. Em 1 de junho de 1930 o bairro passou a se chamar Jaçanã, nome da ave ribeirinha que se caracteriza pelo tom avermelhado do peito e que abundava na região. O nome antigo permaneceu em locais como a Avenida Guapira e o Clube Guapira.

## História
Em 1874, os primeiros leitos do Hospital Geriátrico D. Pedro II foram instalados para atender a mendigos e idosos, na época o hospital era conhecido como Asilo dos Inválidos. Em 1906, começava a ser construído o prédio que permanece até hoje, com projeto e arquitetura de Francisco de Paula Ramos de Azevedo. A inauguração ocorreu em 2 de julho de 1911, com a presença de diversas autoridades, como o então presidente do estado Manoel José de Albuquerque Lins. Em 1904, foi inaugurado o Hospital São Luiz Gonzaga, com o nome de Leprosário Guapira, e tinha a finalidade de cuidar de doentes que sofriam de lepra. A partir de 1932, o nome foi alterado e passou a tratar também de doentes de tuberculose. Nesse local também foram feitas as primeiras cirurgias cardíacas e realizado o Primeiro Congresso Brasileiro de Tuberculose.

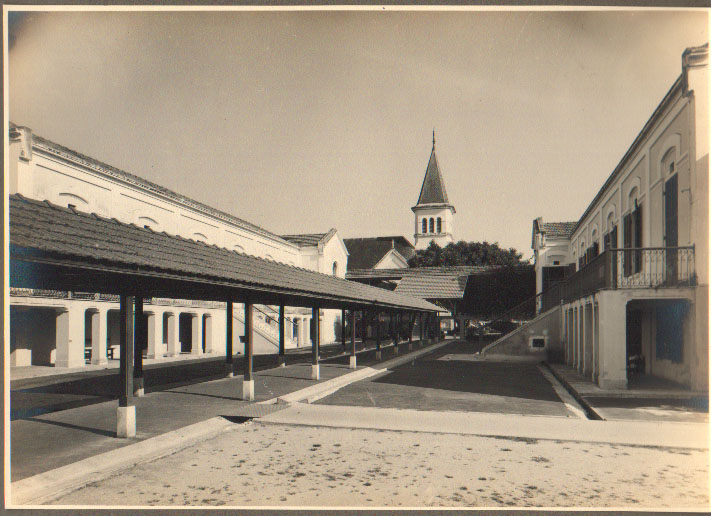
Fachada do antigo Asilo dos Inválidos em 1929, atual Hospital Geriátrico e de Convalescentes D. Pedro II

Em 1934, grandes glebas de terra foram loteadas pelos irmãos Mazzei, tornando a área um típico bairro paulistano de classe média.
Em 1949, no final da Rua Francisco Rodrigues, próximo a duas chácaras e a um grande terreno de onde se tirava argila para a indústria de tijolos Aremina, foi inaugurado o primeiro estúdio de cinema de São Paulo: a Companhia Cinematográfica Maristela. Ali foram rodados filmes com Mazzaropi, Procópio Ferreira, Adoniran Barbosa e Regina Duarte. Adoniran Barbosa ia para os estúdios no trem da Cantareira, até a estação do Jaçanã, a poucas quadras do estúdio. Esta foi a inspiração para música Trem das Onze.
Em 1964, o bairro do Jaçanã tornou-se ainda mais conhecido e foi imortalizado em toda a cidade de São Paulo pela música Trem das Onze, de Adoniran Barbosa, em que o compositor fazia referência ao trem que ligava o centro da cidade ao antigo bairro e ao município de Guarulhos. Principal meio de transporte do bairro, permaneceu em atividade entre 1893 e 1965.
Em 30 de dezembro de 1983, foi fundado o Museu Memória do Jaçanã, por Sílvio Bittencourt, com a presença de dona Matilde de Lourdes Rubinato, esposa de Adoniran Barbosa. Sílvio, com a colaboração de antigos moradores, reuniu histórias, fotos, jornais, livros e outros objetos para dar início ao registro da história do distrito. Por muitos anos, o museu encontrou-se em situação de abandono devido à falta de recursos e de investimentos. Atualmente reformado, recebe visitas regulares de estudantes e de moradores da região.

## Demografia
Segundo o Censo 2022, realizado pelo Instituto Brasileiro de Geografia e Estatística (IBGE), tem uma população de aproximadamente 87.329 habitantes, que vivem numa área total de 7,8 km².
Evolução demográfica do distrito do Jaçanã

## Distritos e municípios limítrofes
- Guarulhos (Leste)
- Tremembé (Norte)
- Tucuruvi (Oeste)
- Vila Medeiros (Sul)

## Hospitais
- Hospital São Luís Gonzaga
- Hospital Geriátrico e de Convalescentes D. Pedro II